# Riebenkofel
Der Riebenkofel ist ein 2386 m ü. A. hoher Berg in den Lienzer Dolomiten. Er liegt im Bereich der Katastralgemeinde Liesing im Lesachtal im Kärntner Bezirk Hermagor.

## Routen
Der Normalweg auf den Riebenkofel führt ausgehend von der Lackenalm aus über einen etwa zweistündigen Weg durch einen steilen Grashang im Südwesten. Außerdem lässt sich der Riebenkofel  unschwierig in etwa vier Stunden ausgehend von der Ortschaft Klebas bei Liesing beziehungsweise in etwa drei Stunden von Tscheltsch/Ladstatt aus erreichen (Ende der Straße).
Ebenfalls beliebt ist die Überschreitung des Riebenkofel zum 2221 m hohen Soleck, einem wenig prominenten Nebengipfel.